# ハンガリー語
ハンガリー語あるいはマジャル語（ハンガリーご、マジャルご、magyar nyelv）は、主にハンガリーで話されている言語。現在はハンガリー及びセルビアのヴォイヴォディナ自治州にて公用語となっている。ハンガリーでは住民の93.6%（2002年）のマジャル人がハンガリー語を話し、国語化している。
また厳密には正しくないが、マジャール語（マジャールご）の呼称も慣用的に用いられることがある。旧来は洪語と略した。

## 概略
ハンガリーを中心とした周辺の国々（スロバキア、ルーマニア・トランシルバニア地方、セルビア北部、オーストリア中・東部の一部、チェコ・モラビア南端部の一部、スロベニア東部、クロアチア（西部を除く）、モルドバ西端部、イタリア北東端部の一部、ポーランド・シロンスク地方を含む南西部の一部、ウクライナ西部など）にも使用者がおり、話者人口はおよそ1450万人で、うちハンガリーに住む人々は1000万人ほどである。カナダやアメリカ合衆国などのハンガリー系移民共同体の内部でも話される。また、イスラエルでもユダヤ系ハンガリー人移民に話されている。
ウラル語族のフィン・ウゴル語派に分類され、フィンランド語やエストニア語と同系統の言語であるが、意思の疎通がまったくできないほどの大きな隔たりがある。歴史的経緯からスラヴ諸語やルーマニア語とドイツ語（オーストリア語）とイタリア語の影響をある程度受けているが、インド・ヨーロッパ語族（ヨーロッパで話される諸言語の多くが属する）とは系統が異なり、姓名や日付などの語順もインド・ヨーロッパ語族の言語とは異なる。ハンガリー人宇宙人説はこれを根拠の一つとしている。

## 発音

ハンガリー語の母音図（国際音声記号による）

### 母音
- a [ɒ]: 円唇。英語の o の短音とほぼ同じ。
- á [aː]非円唇。日本語の「ア」を長く伸ばした音に近い。
- e [ɛ]広めのエ
  - ë [e] アルファベットには含まれない。方言などで狭いエの発音を表記する際に使われる。
- é [eː] eの長音だが、eよりもやや狭く、エとイの中間のような音。
- i [i]
- í [iː] iの長音
- o [o]
- ó [oː] oの長音
- ö [ø]
- ő [øː] öの長音
- u [u]
- ú [uː] uの長音
- ü [y]
- ű [yː] üの長音

### 子音
- c, dz: ツァ行、ヅァ行の子音。
- cs [tʃ], dzs [dʒ]: チャ行、ヂャ行の子音に近い。
- f, v
- h
- j, ly [j]: ヤ行。
- k, g
- l
- m
- n
- ny [ɲ]: ニャ行。スペイン語の ñ, フランス語、イタリア語の gn.
- p, b
- r
- s [ʃ], zs [ʒ]: シャ行、ジャ行に近い。
- sz, z
- t, d
- ty [c], gy [ɟ]: チャ行、ヂャ行に似るが、キャ、ギャに近くなる。

動詞の語幹末において、一部の子音は動詞の定活用もしくは命令形に現れる -j によって別の長い子音に発音のみが変化する。
- d / gy + j→ [ɟ]または[ɟː]
- t / ty + j→ [c]または[cː]
- n / ny + j→ [ɲː]
- l / ly + j→ [jː]

一部の子音は、発音のみでなく綴りも変化する。
- s  + j→ ss
- z  + j→ zz
- sz + j→ ssz

命令形においてのみ変化する綴りには、次のようなものがある。
- (-e / -a)t + j → ss
- szt + j → ssz
- (í)t + j → ts

### アクセント
強弱アクセントであり、必ず語の第1音節にアクセントが来る。

## 文字
現在、主にラテン文字を文字表記方法として採用しているが、近年、古来のハンガリー文字（ロヴァーシュ文字）の使用も広がっている。また、ラテン文字の母音を書記素として表記する際に、いくつかの区分符号を使用している。

## 文法
ハンガリー語は、形態的には膠着語に分類され、母音調和の原則を持つ点で、同じウラル語族のフィンランド語や、アルタイ諸語と呼ばれるトルコ語、モンゴル語、また朝鮮語や日本語などとも共通する特徴を持つ。

### 名詞
膠着語であるハンガリー語における名詞の格変化は、名詞に20種類近くある格を示す接尾辞（格語尾）を膠着させて（語尾にくっつけて）示す。また、所有接尾辞を名詞の語尾に膠着させてその名詞の所有者を示す。
|                | 単数    | 複数      |
| -------------- | ------- | --------- |
| 主格           | ház     | házak     |
| 対格           | házat   | házakat   |
| 与格           | háznak  | házaknak  |
| 具格           | házzal  | házakkal  |
| 因格           | házért  | házakért  |
| 変格           | házzá   | házakká   |
| 到格           | házig   | házakig   |
| 様格           | házként | házakként |
| 様態格         | なし    | なし      |
| 内格           | házban  | házakban  |
| 上格           | házon   | házakon   |
| 接格           | háznál  | házaknál  |
| 入格           | házba   | házakba   |
| 着格           | házra   | házakra   |
| 向格           | házhoz  | házakhoz  |
| 出格           | házból  | házakból  |
| 離格           | házról  | házakról  |
| 奪格           | háztól  | házaktól  |
| 非限定単数所有 | házé    | házaké    |
| 非限定複数所有 | házéi   | házakéi   |

- 意味の制約によりházに様態格（essive-modal case）が存在しないが、magyar（ハンガリー語）の様態格はmagyarulとなる。例：Anna beszél magyarul.（アンナはハンガリー語を話す）。

| 主格           | 単数    | 複数     |
| -------------- | ------- | -------- |
| 一人称単数所有 | házam   | házaim   |
| 二人称単数所有 | házad   | házaid   |
| 三人称単数所有 | háza    | házai    |
| 一人称複数所有 | házunk  | házaink  |
| 二人称複数所有 | házatok | házaitok |
| 三人称複数所有 | házuk   | házaik   |

### 母音調和
|        | 短母音          | 長母音          |
| ------ | --------------- | --------------- |
| 後母音 | /a/ /o/ /u/     | /á/ /ó/ /ú/     |
| 前母音 | /e/ /i/ /ö/ /ü/ | /é/ /í/ /ő/ /ű/ |

ハンガリー語の母音は、調音（発音）するときの舌の位置によって前母音(i, e, ö, ü)と後母音(a, u, o)の二種類に分類され、またそれぞれの母音に音価が短、長の二種類があって、区分符号(´ ˝)を付けて区分する。また、前母音のうちö, üを特に円唇母音と言う。
膠着語であるハンガリー語の母音調和は、ある語（名詞や動詞の語幹など）の末尾に、付属語（格語尾や所有接尾辞などの名詞接尾辞や、動詞の活用語尾）を膠着する際に、接尾される語の母音によって接尾辞の母音が影響を受けるという形であらわれる。このため、ハンガリー語の接尾辞には、数種類の異なった形が存在する。
例えば、着格（～の上へ）を示す格語尾は、
- -re （前舌母音を持つ語に付属）
- -ra （後舌母音を持つ語に付属）

の二種類の形がある。
外来語や複合語（例えば、Buda と Pest からなる複合語 Budapest（ブダペシュト））など、前母音と後母音の両方を持った語に付属語が膠着する場合は、その語の最後の音節にある母音に調和する。Budapest の場合は、前母音の'e'が最後の母音であるから、必ず前母音の接尾辞が膠着し、Visegrád（ヴィシェグラード）の場合は、後母音の'á'が最後の母音であるから、必ず後母音の接尾辞が膠着する。
つまり、地名のブダ、ペシュト、ブダペシュト、ヴィシェグラードにそれぞれ日本語の「～へ」にあたる付属語をつける場合、
- Budára < Budá-ra
- Pestre < Pest-re
- Budapestre < Budapest-re
- Visegrádra < Visegrád-ra

と母音調和を行うことになる。

### 動詞
動詞の活用には定活用と不定活用の二種類がある。目的語をとり、その目的語が三人称もしくは定冠詞を伴うものであれば、動詞は定活用を行い、それ以外ならば不定活用を行う。

## 語彙
一方で、ハンガリー国内で売られている一般的な国語辞典は、収録語数が2万語程度である。また合成語も多く、ある程度の語彙があれば意味の判別は容易である。

## 系統と比較言語学、類型論
ハンガリー語はウラル語族フィン・ウゴル語派ウゴル諸語に属し、系統的にはマンシ語やハンティ語に近い。ウラル山麓から遥々西進してきた歴史がうかがえる。
系統図はウラル語族を参照。

## 用例
ハンガリー語では、単語の強勢は常に第一音節に置かれる。
- ハンガリー(人/語): magyar [mɒɟɒr]
- こんにちは:
  - 知らない相手に対して、丁寧な言い方: "よい日を(願います)": Jó napot (kívánok)! [joːnɒpot kiːvaːnok]（kí- は短音で発音されることもある）
  - よく知っている相手に対して、くだけた言い方: Szia! [siɒ] （発音は、アメリカ英語における、"See ya!"によく似ている。そのため、英語に由来するという人もいる。別れの挨拶としても用いられる）
    - Helló!（同じくくだけた言い方としてよく用いられる。英語とは違い、別れの挨拶としても用いられる）
- さようなら: Viszontlátásra! (丁寧な言い方) (see above), Viszlát! [vislaːt] (やや丁寧)
- すみません: Elnézést! [ɛlneːzeːʃt]
- お願いするとき:
  - Kérem (szépen) [keːrɛm seːpɛn] (直訳では、「美しくお願いします」といったニュアンス。ドイツ語におけるBitte schönと似ている。次にあげられる、より一般的な丁寧表現も参考のこと。)
  - Legyen szíves! [lɛɟɛn siːvɛʃ]  (直訳: "親切にしてください！")
- ～が欲しいのですが(丁寧な言い方): Szeretnék ____ [sɛrɛtneːk] (これは仮定形を用いた表現である。仮定形は丁寧なお願いをするときに一般的に用いられる。)
- ごめんなさい: Bocsánat! [botʃaːnɒt]
- ありがとう: Köszönöm [køsønøm]
- あれ/これ: az [ɒz], ez [ɛz]
- いくらですか？: Mennyi? [mɛɲɲi]
- いくら支払ったらよいですか？: Mennyibe kerül? [mɛɲɲibe kɛryl]
- はい: Igen [iɡɛn]
- いいえ: Nem [nɛm]
- わかりません: Nem értem [nɛm eːrtɛm]
- 知りません: Nem tudom [nɛm tudom]
- トイレはどこですか？:
  - Hol van a vécé? [holvɒnɒ veːtseː] (vécé [veːtseː] はハンガリー語における「WC」の発音)
  - Hol van a mosdó? [holvɒnɒ moʃdoː] – より丁寧な言い方
- いただきます: Egészségünkre! [ɛɡeːʃʃeːɡynkrɛ] (直訳では、"私たちの健康のために！")
- ジュース: gyümölcslé [ɟymøltʃleː]
- 水: víz [viːz]
- ワイン: bor [bor]
- ビール: sör [ʃør]
- お茶(紅茶): tea [tɛɒ]
- 牛乳: tej [tɛj]
- 英語を話せますか？: Beszél angolul? [bɛseːl ɒngolul] 疑問文は正しい抑揚によってのみ表現される。具体的には、最後の一つ前の音節まで上昇したのち、最後の音節に向かって下降する。
- あなたを愛しています: Szeretlek [sɛrɛtlɛk]
- 助けて！: Segítsen! [ʃɛgiːtʃɛn]